# カラーボール

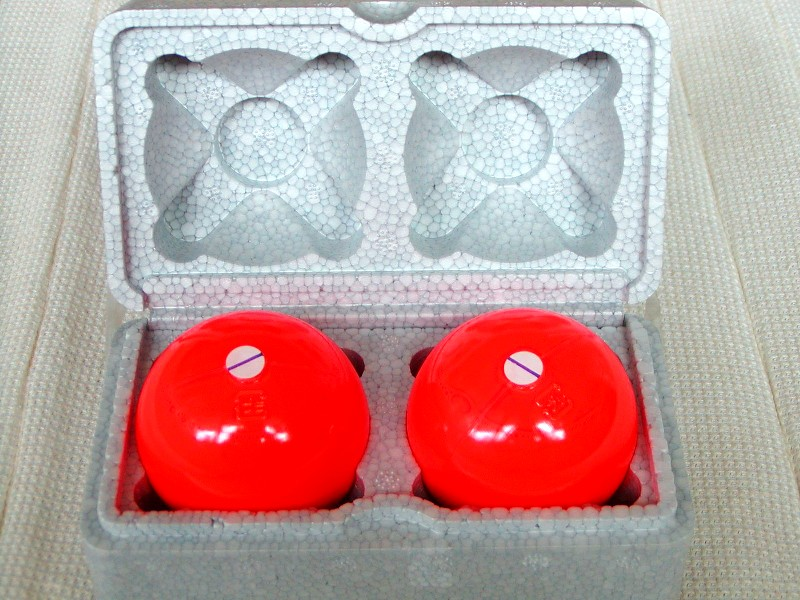
防犯蛍光カラーボール

カラーボール (colored ball) は、特殊染料が入った防犯用のボール。防犯装備の一つであり、金融機関、店舗等の防犯に用いられている。
開発した双喜商事では「蛍光クラックボール」の商品名で販売しているが、通称の「カラーボール」で呼ばれることが多い。

## 概要
開発者は双喜商事の天野隆夫である。国内シェアは開発した双喜商事がほぼ100%とされる。
開発した双喜商事はプラスチックの成形を専門とする会社であるが、1980年代に警視庁が暴走族対策として、検問を突破した際に生卵のように割れマーキングできる器具を探しており、蛍光塗料の会社から依頼が来たことで開発がスタートした。警視庁は配備する他に、店舗や金融機関向けの防犯セミナーで紹介したことで、監視カメラなどよりも安価ということで普及した。このため双喜商事は宣伝費をかけずにすんだという。
プラスチック製のボールであり、衝撃が加わると破損して中の液体が漏れ出し、対象に付着することで逃走しても発見されやすくなる。
内部の液体は水性塗料であり、服の繊維に染みこむため数回洗濯しないと落ちない。路面などに付着してもホースで水圧をかけないと完全に除去することは難しい。
ブラックライトに反応する蛍光顔料や、悪臭を放つ成分を混合している製品もある。
大きさは野球ボール程度が多い。
手で投げるのが基本であるが、擲弾発射器のような発射装置も販売されている。水産庁の漁業取締船では不審船対策として、水で落ちない塗料を使用したカラーボールと発射器を装備している。
双喜商事では中身の液体を消火剤に変えた消火器（消火弾）も販売している。

## 使用方法
対象物または対象者にぶつける必要があるが、直接命中させるのは難しいため、足下を狙い飛散させる方法が推奨されている。車やバイクの場合も、飛散した路面を通ればタイヤ痕がはっきり残り、鑑定の手がかりとなる。
1度で当たらなくても、男性であれば複数を持って何度も投げることが推奨されている。
投げやすいように表面を加工しているボールもあり、双喜商事の製品はすべり止めとして野球ボールの縫い目を模した加工が施されている。
塗料の水分が揮発するため、3年ほどで使用できなくなる。
練習用に水が入ったボールも販売されている。